# Олівер Тауншип (округ Перрі, Пенсільванія)
Олівер Тауншип (англ. Oliver Township) — селище (англ. township) в США, в окрузі Перрі штату Пенсільванія. Населення — 2043 особи (2020).

## Демографія
Згідно з переписом 2010 року, у селищі мешкала 1931 особа в 797 домогосподарствах у складі 554 родин. Було 886 помешкань
Расовий склад населення:
| - 96,4 % — білих - 1,0 % — чорних або афроамериканців - 0,6 % — корінних американців - 0,4 % — азіатів - 0,1 % — вихідців з тихоокеанських островів |

До двох чи більше рас належало 1,5 %. Частка іспаномовних становила 1,4 % від усіх жителів.
За віковим діапазоном населення розподілялося таким чином: 22,9 % — особи молодші 18 років, 60,0 % — особи у віці 18—64 років, 17,1 % — особи у віці 65 років та старші. Медіана віку мешканця становила 41,7 року. На 100 осіб жіночої статі у селищі припадало 88,8 чоловіків;  на 100 жінок у віці від 18 років та старших — 87,4 чоловіків також старших 18 років.
Середній дохід на одне домашнє господарство  становив 55 940 доларів США (медіана — 49 891), а середній дохід на одну сім'ю — 63 063 долари (медіана — 56 136). Медіана доходів становила 37 863 долари для чоловіків та 43 417 доларів для жінок. За межею бідності перебувало 17,2 % осіб, у тому числі 31,0 % дітей у віці до 18 років та 9,7 % осіб у віці 65 років та старших.
Цивільне працевлаштоване населення становило 939 осіб. Основні галузі зайнятості: роздрібна торгівля — 22,4 %, освіта, охорона здоров'я та соціальна допомога — 15,2 %, публічна адміністрація — 10,0 %, транспорт — 8,9 %.